# Inonotus dentiporus
Inonotus dentiporus är en svampart som beskrevs av Ryvarden 2002. Inonotus dentiporus ingår i släktet Inonotus och familjen Hymenochaetaceae.   Inga underarter finns listade i Catalogue of Life.